# Metepeira calamuchita
Metepeira calamuchita är en spindelart som beskrevs av Piel 200. Metepeira calamuchita ingår i släktet Metepeira och familjen hjulspindlar. Inga underarter finns listade i Catalogue of Life.